# Fascio ionico focalizzato
Il fascio ionico focalizzato (noto pure come FIB, dall'inglese Focused Ion Beam) è una tecnica usata particolarmente nei campi dei semiconduttori e delle scienze dei materiali per analisi puntualizzate, deposizioni, e ablazioni di materiali. Il FIB è uno strumento scientifico che assomiglia ad un microscopio a scansione elettronico (SEM). Tuttavia, mentre il SEM usa un fascio focalizzato di elettroni per raffigurare il campione nella camera, un FIB invece usa un fascio focalizzato di ioni.

## Principio di funzionamento
Maggiormente diffusi sono gli strumenti facenti uso di sorgenti di ioni di gallio. Il gallio è scelto poiché è facile realizzare una sorgente di ioni di gallio liquido (LMSI). In un LMSI al gallio, il metallo di gallio è posto a contatto con un ago di tungsteno e riscaldato. Il gallio inumidisce il tungsteno, ed un enorme campo elettrico (maggiore di 108 volt per centimetro) fa emettere ed ionizzare gli atomi di gallio. Il FIB può pure essere conglobato in un sistema con entrambe le colonne di ioni ed elettroni, consentendo che lo stesso aspetto sia analizzato usando sia l'uno che l'altro dei fasci.
Questi ioni sono poi accelerati a un'energia di 5-50 KeV, e quindi focalizzati sul campione da lenti elettrostatiche. Un moderno FIB è capace di inviare al campione una corrente di decine di nanoampere, e può ritrarre un campione con una grandezza puntiforme di nanometri.

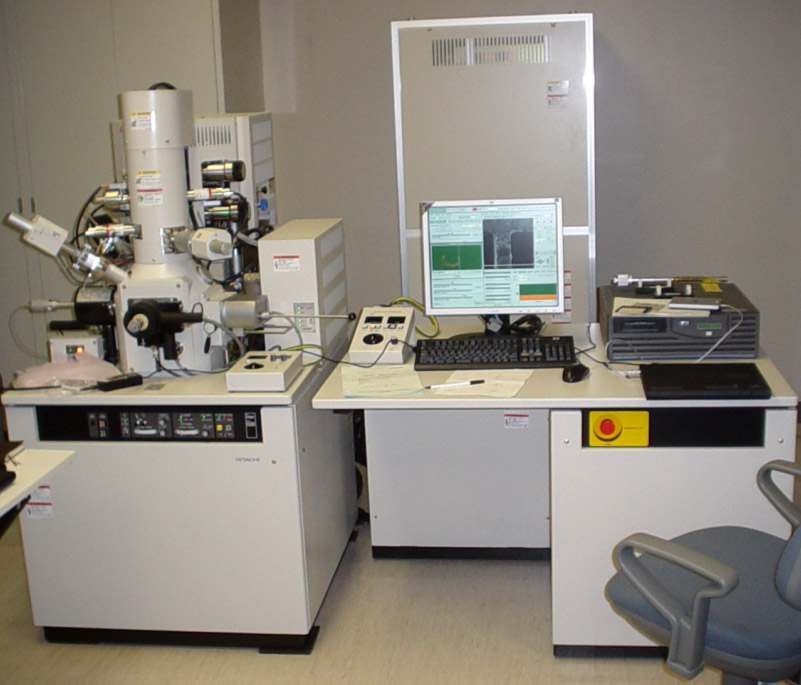
Foto di una stazione di lavoro FIB

Diversamente dal microscopio elettronico, il FIB è inerentemente distruttivo per il campione. Quando gli ioni di Gallio ad alta energia colpiscono il campione, schizzeranno degli atomi dalla superficie. Degli atomi di Gallio saranno pure impiantati nei pochi nanometri superiori, e la superficie diventerà amorfa.

## Applicazioni
Per la sua capacità di sputtering, il FIB è impiegato come macchina utensile micrometrica, per modificare o lavorare materiali su scala micro o nanometrica. La lavorazione micrometrica a FIB è diventata un campo vasto, ma la lavorazione nanometrica col FIB è un campo che necessita ancora dello sviluppo. La corrente dimensione del più piccolo fascio è di 4-6 nm.
Le attrezzature FIB sono progettate per incidere o lavorare le superfici, un FIB ideale potrebbe abradere uno strato di atomi senza alcuna disgregazione dello strato di atomi contiguo, o qualunque disgregazione in superficie. Ma attualmente a causa dello sputter la lavorazione a macchina normalmente irruvidisce le superfici su scala submicrometrica.
Il FIB può pure essere utilizzato per depositare del materiale tramite una sedimentazione indotta da un fascio ionico. Un deposito assistito dal FIB di vapori si verifica quando un gas, quale il carbonio di tungsteno  (W(CO)6), viene introdotto nella camera del vuoto e consentito di fissarsi per adsorbimento sul campione. Scansionando un'area col fascio, il gas reagente verrà decomposto in componenti volatili e non volatili, il componente non volatile, come il tungsteno, rimarrà sulla superficie come un deposito. Ciò è utile, poiché il metallo depositato può essere usato come strato superficiale, per proteggere il campione sottostante dall'assorbimento chimico distruttivo del fascio. Altri materiali come il platino possono essere depositati.
Il FIB è sovente usato nell'industria dei semiconduttori per riparare alla meglio o modificare un dispositivo a semiconduttori esistente. Per esempio, in un circuito integrato, un fascio di gallio potrebbe essere usato per tagliare delle connessioni elettriche indesiderate, o per depositare del materiale conduttore per fare delle connessioni.

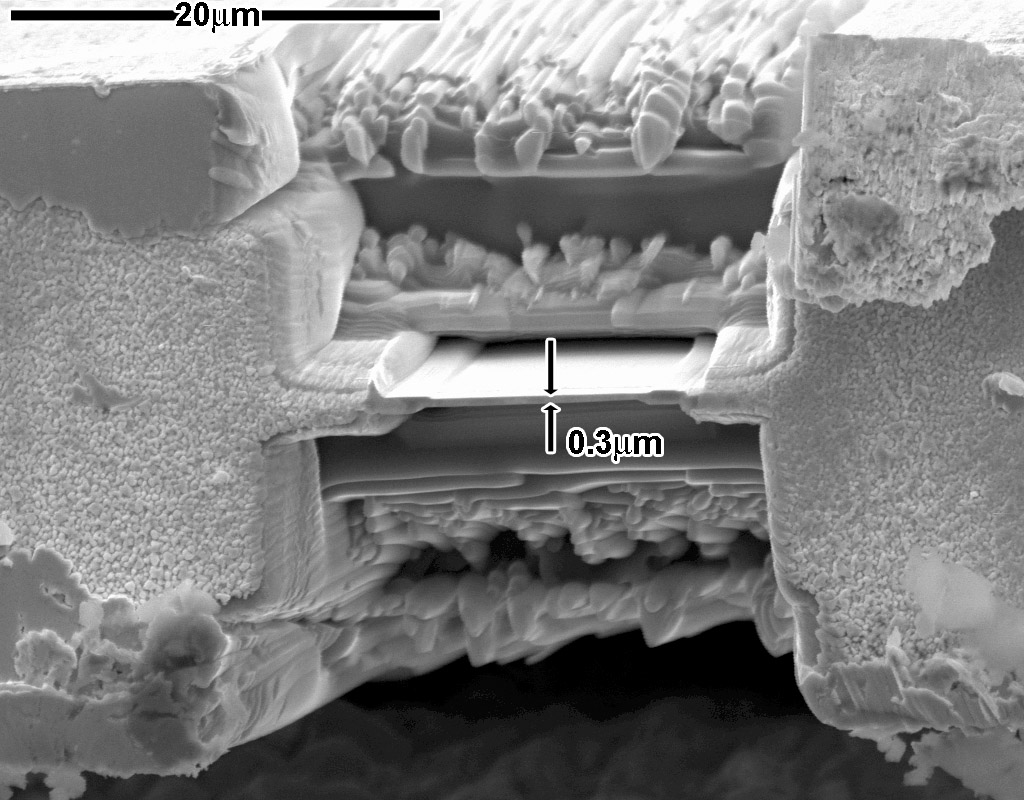
Immagine SEM di un campione preparato con un FIB per la microscopia elettronica a trasmissione.

Il FIB è pure in modo comune usato per approntare i campioni per il microscopio elettronico a trasmissione (TEM). Il TEM richiede campioni molto sottili, tipicamente dell'ordine dei 100 nanometri. Altre tecniche possono venire impiegate, quali abrasione ionica o pulitura elettrolitica, per approntare tali sottili campioni. Peraltro, la risoluzione a scala nanometrica del FIB consente l'esatta scelta della regione sottile. Ciò è essenziale, per esempio, nelle analisi dei guasti dei circuiti integrati. Se un particolare transistor su parecchi milioni su un microcircuito integrato è difettoso, l'unico attrezzo capace di approntare il campione per la microscopia elettronica di quel singolo transistor è il FIB.
Lo svantaggio della preparazione del campione mediante FIB è il danno superficiale e l'impiantazione, che producono evidenti effetti quando siano usate tecniche quali la TEM per ritrarre il reticolo cristallino ad elevata risoluzione o la spettrografia delle perdite di energia degli elettroni. Questi danni superficiali possono venire minimizzati mediante abrasione a fascio ionico focalizzato a bassa tensione, o con un'ulteriore abrasione a fascio di ioni di argon a bassa tensione dopo il completamento del processo FIB.
L'approntamento tramite FIB può pure essere impiegato con campioni congelati criogenicamente in uno strumento equipaggiato idoneamente, che consente l'analisi di sezioni trasverse di campioni contenenti liquidi o grassi, come i campioni biologici-farmaceutici, schiume, inchiostri o prodotti alimentari.

Le tecnologie FIB del futuro saranno molto più veloci delle attuali che hanno dei tempi di sosta di circa 100 ns, che li rendono troppo lenti per una competizione diretta nella produzione di dispositivi elettronici. Nanostrutture del diametro di 10 nm cresciute serialmente attraverso una fetta di silicio singola di 12 pollici richiederebbero più di due anni, senza considerere il tempo a portare il FIB da una nanostruttura alla successiva.. Anche il tipo di lavoro taglia e rappezza che il FIB può eseguire lo renderà sempre più indispensabile.
I primi sistemi FIB basati sulla tecnologia di emissione di campo furono sviluppati da Levi-Setti  [Levi-Setti, R., Scanning Electron Microscopy, (1974), p125]  e da Orloff e Swanson  [Orloff, J. and Swanson, L.,  Jour. Vac. Sci. Tech. 12 (1975) p1209] e impiegavano delle sorgenti di ionizzazione di campo a gas, GFIS.

## Microscopio a ioni di elio
Altra sorgente di ioni che si può riscontrare negli strumenti disponibili commercialmente è una sorgente di ioni di elio, che è meno inerentemente dannosa per il campione della sorgente di ioni al Gallio. Poiché gli ioni di elio possono essere focalizzati in una sonda di più piccole dimensioni e causano un'interazione molto più piccola col campione degli elettroni nel SEM, il microscopio ad ioni di elio può produrre delle immagini di uguale o maggiore risoluzione con un buon contrasto materiale e una maggiore profondità di fuoco. Gli strumenti sul mercato sono capaci di risoluzioni al di sotto di 10nm.